# Schatten einer Liebe
Schatten einer Liebe ist ein US-amerikanisches Filmdrama von Michael Pressman aus dem Jahr 1996. Der Film basiert auf dem Stück To Gillian on Her 37th Birthday von Michael Brady.

## Handlung
Betroffen von dem Tod seiner Ehefrau Gillian, welche vom Mast ihres Segelschiffes stürzte, gestaltet David Lewis die Sommerresidenz seiner Frau in Nantucket, Massachusetts zu seinem dauerhaften Wohnsitz um. Er verbringt dort am Strand die meiste Zeit mit den Gedanken an seine verstorbene Frau, wobei er unbeabsichtigt seine Tochter Rachel vernachlässigt.
Am zweiten Todestag seiner Frau lädt er Gillians Schwester Esther und deren Ehemann Paul für das bevorstehende Wochenende ein. Esther besteht darauf, ihre Freundin Kevin Dollof einzuladen, in der Hoffnung, dass sich David für sie interessieren wird. David jedoch ignoriert sie und beschäftigt sich unbeirrt weiter mit den Vorbereitungen zu Gillians Geburtstagsfeier.
Die Geschehnisse am Wochenende stellen die Beziehungen zwischen den Erwachsenen auf einen Prüfstand: Esther und Paul müssen mit den Problemen klarkommen, welche bei der Hochzeit von Rachel und ihrem provokanten Freund aufkommen, während David begreift, dass er ein liebevoller und fürsorglicher Vater für Rachel sein sollte und den Tod seiner Frau akzeptieren muss.

## Produktion
Schatten einer Liebe wurde hauptsächlich in Nantucket, Massachusetts, aber auch bei Long Beach in Kalifornien gedreht. Der Unterschied zwischen den zwei Orten ist so offensichtlich, dass er in der Rezension eines Kritikers in der New York Times erwähnt wurde.

## Rezeption
Bewertung
Der Film wurde überwiegend negativ bis vernichtend bewertet. Schatten einer Liebe hält bei Rotten Tomatoes eine Wertung von 14 %.
Der Filmdienst schrieb im Lexikon des internationalen Films: „Ein sehr gefühlvoll inszenierter und sensibel dargestellter Film, dem man einige Unglaubwürdigkeiten nachsehen kann. Die lebensnahen Charaktere und Dialoge, eine schöne Fotografie und die einfühlsame Musik tragen das Ihre zum Gelingen bei.“
Cinema urteilte: „Kathy Baker, Regisseur Michael Pressman und Autor David E. Kelley arbeiteten zusammen an der Kultserie ‚Picket Fences – Tatort Gartenzaun‘. Leider ist dieses sentimentale Drama nicht halb so bizarr und witzig. Fazit: Sentimental und ziemlich verschattet“
Prisma fand: „Regisseur Michael Pressman [inszenierte] diese emotional bewegende und sensibel eingefangene Vater-Tochter-Geschichte mit dem bestens aufgelegten Peter Gallagher und Claire Danes, die darunter zu leiden hat, dass sie für ihren Vater neben der alles überstrahlenden toten Mutter immer mehr in den Hintergrund rückt.“
Auszeichnungen
Claire Danes gewann den Young Artist Award in der Kategorie Bester Nebendarsteller in einem Spielfilm.